# Walter Kohn
Walter Kohn (9. března 1923 – 19. dubna 2016) byl americký teoretický chemik a fyzik rakousko-židovského původu, nositel Nobelovy ceny za chemii za rok 1998. Obdržel ji společně s Johnem. A. Poplem za objevy, které pomáhají odhalit tajemství obestírající strukturu hmoty, konkrétně za lepší pochopení elektrických vlastností hmoty.

## Život
Walter Kohn se narodil roku 1923 ve Vídni. Později unikl před nacisty z Rakouska ve známém Kindertransportu do Anglie, jeho rodiče však zahynuli v koncentračním táboře. V roce 1940 se Kohn přestěhoval do kanadského Toronta. Zde vystudoval na Torontské univerzitě teoretickou fyziku a matematiku. Roku 1948 získal doktorát z fyziky na Harvardově univerzitě. Jeho doktorské studium vedl vynikající fyzik Julian Schwinger, ovlivnil ho i John Hasbrouck van Vleck.
Později pracoval na Carnegie-Mellonově univerzitě a roku 1957 přijal občanství USA. Krátce působil také v Kodani a spolupracoval s Bellovými laboratořemi. Na počátku 60. let následně přešel jako profesor fyziky na nově založenou Kalifornskou univerzitu v San Diegu, zde pracoval do roku 1979, poté se stal prvním ředitelem Institutu teoretické fyziky v Santa Barbaře. Roku 1984 přijal pozici profesora fyziky na Kalifornskou univerzitu v Santa Barbaře, kde později působil jako emeritní profesor
Jeho práce významně přispěly k fyzice supravodičů, za což získal Buckleyovu cenu American Physical Society za rok 1961. V roce 1963 se stal členem American Academy of Arts and Sciences a o 6 let později rovněž členem National Academy of Sciences. V roce 2011 byl jmenován čestným členem Österreichische Akademie der Wissenschaften.
Nejvýznamnější ocenění jeho práce však byla Nobelova cena za chemii, kterou získal společně s Johnem Poplem v roce 1998. Kohn byl oceněn za významný přínos kvantové chemii, konkrétně za formulaci a rozvoj teorie funkcionálu hustoty.
Profesor Kohn zemřel 9. dubna 2016 ve věku 93 let.